# Großsteingrab Viecheln

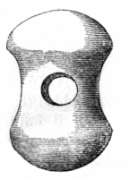
Bernstein-Perle aus dem Großsteingrab Viecheln nach Lisch

Das Großsteingrab Viecheln war eine megalithische Grabanlage der jungsteinzeitlichen Trichterbecherkultur bei Viecheln, einem Ortsteil von Behren-Lübchin im Landkreis Rostock (Mecklenburg-Vorpommern). Es wurde um 1850 beim Bau der Straße von Gnoien nach Tessin zerstört. Die genaue Lage des Grabes ist nicht überliefert. Auch über Ausrichtung, Maße und Typ liegen keine näheren Informationen vor. Bei der Zerstörung der Anlage wurden mehrere Gegenstände geborgen, die dem Verein für mecklenburgische Geschichte und Altertumskunde übereignet wurden. Es handelte sich um ein dünnblattiges Feuerstein-Beil, eine Bernstein-Perle in Form einer Doppelkeule sowie eine eiserne Lanzenspitze und einen dreiseitigen Gegenstand aus Blei, vielleicht eine Pfeilspitze. Die Lanzenspitze dürfte erst im Mittelalter in das Grab gelangt sein, bei dem Blei-Gegenstand vermutete Georg Christian Friedrich Lisch eine moderne Eintragung. Die erhaltenen Gegenstände gehören heute zur Sammlung des Archäologischen Landesmuseums Mecklenburg-Vorpommern in Schwerin. Die Bernstein-Perle ist verloren.